# القط هيكتور
القط هيكتور «والذي يُعرف أيضًا باسم هيكتور كات، هيكتور قط سلامة الطريق أو ببساطة هيكتور» هو قِطٌ خَيالي وجالب للحظِ تَم إنشَاؤه لمساعدةِ في تَعليم سَلامة الطَريق للأطفالِ في أستراليا.
تم تطوير المادة التعليمية المُتعلقة بالشَخصية مِن قِبل وِزارة النقل الأُسترالية وذلك بالتعاونِ مع سلطاتِ الطُرق في الولايات والأقاليم.
وأصبَحت «أغنية هيكتور لسلامةِ الطريق» مَشهورة  في أستراليا والتي تَم عَرضُها كإعلانِ خدمةٍ عامةٍ على التليفزيون.
ظَهر القِطُ لأولِ مرة مُخطط بالأزرق والأصفر في تقويم مدرسة عام 1971 مع قصة أنه فَقد ثمانية مِن حَيَواتُه التِسْعة بِسبب «الجهل بإجراءات السلامةِ على الطرقِ»،  وتَلاهُ فِيلمٍ تعليمي قصيرٍ.
في السَنوات اللاحقة، تَم تَقديم شَخْصيات أُخرى في التقويمات، والأفلام التعليمية، والكُتب المُصورة المُضحكة بِما في ذلك ميلي، صديقته (1973)، العم توم (1974)،  القطط الثلاثة لهيكت وميلي (1975) وصديقه في الفضاء دينغ دونج (1982).
وُجِدت دِراسة في عام 1978 أَنه عَلى الرغمِ مِن أَن الأطفالَ يستمتعون بتلكَ الشخصيات والقصص، إِلا أَن المَادة بِها عَدد مِن النَواقِص.
وشَدد على أَن نَتائج البُحوث المُتعلقة بالسلامةِ على الطُرق ونظرية تَنمية الطِفل ستحتاجُ إلى أَن تُوضع فِي الاعتبارِ مِن أَجل أَي تَطور مُستقبلي.
وتُستخدم هذه الشخصية حاليًا مِن قِبل وِزارة النقل الإقليم الشمالي  لتعزيز الوعي بالطرقِ للأطفالِ. وأُغنية «توقف، انظر، استمع، فكر» مميزة في عرضها عن سلامة الطرق.  